# Anthus
Anthus – rodzaj ptaków z rodziny pliszkowatych (Motacillidae).

## Występowanie
Rodzaj obejmuje gatunki występujące w Eurazji, Afryce i Ameryce.

## Morfologia
Długość ciała 11,5–18 cm; masa ciała 12–39 g.

## Systematyka

### Etymologia
- Anthus (rodzaj męski): łac. anthus „mały ptak, który zamieszkiwał trawiaste obszary”, wspomniany przez Pliniusza, dotąd niezidentyfikowany, ale najprawdopodobniej była to pliszka żółta (od gr. ανθος anthos „mały, jaskrawo ubarwiony ptak” wspomniany przez Arystotelesa). W mitologii greckiej Anthus, syn Antinousa i Hippodamei, został zabity przez konie jego ojca i przemienił się w ptaka, który naśladował rżenie koni, ale uciekał, gdy znalazł się w zasięgu wzroku swoich rodziców[6].
- Afranthus (rodzaj męski): łac. Afer, Afra „Afrykanin, afrykański”, od Africa „Afryka”; rodzaj Anthus Bechstein, 1805 (świergotek)[7]. Gatunek typowy: Anthus brachyurus Sundevall, 1850.

### Podział systematyczny
Do rodzaju należą następujące gatunki:

- Anthus sokokensis van Someren, 1921 – świergotek białogardły
- Anthus brachyurus Sundevall, 1850 – świergotek krótkoogonowy
- Anthus caffer Sundevall, 1850 – świergotek zaroślowy
- Anthus chacoensis J.T. Zimmer, 1952 – świergotek paragwajski
- Anthus spragueii (Audubon, 1844) – świergotek preriowy
- Anthus furcatus d’Orbigny & Lafresnaye, 1837 – świergotek krótkodzioby
- Anthus chii Vieillot, 1818 – świergotek żółtawy
- Anthus peruvianus F. Nicholson, 1878 – świergotek peruwiański – takson wyodrębniony ostatnio z A. furcatus[9]
- Anthus bogotensis P.L. Sclater, 1855 – świergotek andyjski
- Anthus hellmayri E. Hartert, 1909 – świergotek trawny
- Anthus nattereri P.L. Sclater, 1878 – świergotek ochrowy
- Anthus correndera Vieillot, 1818 – świergotek patagoński
- Anthus antarcticus Cabanis, 1884 – świergotek antarktyczny
- Anthus gustavi Swinhoe, 1863 – świergotek tundrowy
- Anthus gutturalis De Vis, 1894 – świergotek górski
- Anthus nilghiriensis Sharpe, 1885 – świergotek samotny
- Anthus trivialis (Linnaeus, 1758) – świergotek drzewny
- Anthus hodgsoni Richmond, 1907 – świergotek tajgowy
- Anthus cervinus (Pallas, 1811) – świergotek rdzawogardły
- Anthus roseatus Blyth, 1847 – świergotek różowy
- Anthus rubescens (Tunstall, 1771) – świergotek bagienny
- Anthus japonicus Temminck & Schlegel, 1847 – świergotek syberyjski
- Anthus pratensis (Linnaeus, 1758) – świergotek łąkowy
- Anthus spinoletta (Linnaeus, 1758) – siwerniak
- Anthus petrosus (Montagu, 1798) – świergotek nadmorski